# Mojżesz (film 1995)
Mojżesz (ang. Moses) – film biblijny z 1995 roku produkcji niemieckiej, amerykańskiej i włoskiej w reżyserii Rogera Younga. Film jest ekranizacją historii biblijnego patriarchy Mojżesza opisanej w Pięcioksięgu. Film jest częścią cyklu filmowego Biblia (The Bible), znany też jest w Polsce pod tytułem Biblia: Mojżesz. Zdjęcia kręcono w marokańskich miastach Agadir i Warzazat.

## Obsada
- Ben Kingsley – Mojżesz
- Anton Lesser – Eliaw
- Philip Stone – Jetro
- Anna Galiena – księżniczka Phira
- Christopher Lee – Ramzes II
- David Suchet – Aaron
- Sônia Braga – Sefora
- Geraldine McEwan – Miriam
- Enrico Lo Verso – Jozue
- Frank Langella – Merenptah